# Holger Rink
Holger Rink (* 1956) ist ein deutscher Hörspielregisseur und -dramaturg.

## Leben
Holger Rink wurde an der Unterweser geboren und wuchs in Köln auf. Nach seiner Schulzeit ging er nach Berlin und studierte an der Freien Universität Germanistik, Politik und Publizistik. In dieser Zeit hospitierte er beim RIAS, Anfang der 1980er-Jahre absolvierte er ein Praktikum beim ehemaligen Sender Freies Berlin, daran anschließend nahm er eine Stelle als Regieassistent an. Rink arbeitete in späteren Jahren eine Zeit lang als freier Regisseur innerhalb der ARD, ehe er Mitte der 1990er-Jahre zu Radio Bremen ging, wo er seitdem als Regisseur, Redakteur, Produzent und Dramaturg tätig ist. In letztgenannter Eigenschaft ist er für die Bremer Beiträge zum Radio-Tatort zuständig, 2003 entstand die 3-teilige Hörspielfassung von William Gibsons Neuromancer-Trilogie, die 2004 die Goldmedaille bei The New York Festivals in der Kategorie „Best Drama Special“.
Der bekennende Fan des 1. FC Köln spielte dreimal für eine Kölner Stadtauswahl und lebt in Worpswede.

## Hörspiele (Auswahl)

### Als Regisseur
- 1986: Die Firma BRD – Autor: Urs Widmer
- 1986: Jossel Rakower spricht mit Gott – Autor: Zwi Kolitz
- 1987: Wittenbergplatz – Autor: Einar Schleef
- 1987: Der Puppendoktor – Autor: Jost Nickel
- 1988: Pas de deux – Autorin: Astrid Litfaß
- 1988: Paris einfach – Autor: Fitzgerald Kusz
- 1989: 5 – 10 – 100 – Autor: Michael W. Esser
- 1989: Wolfsspiel-Goldzeit – Autor: Stephan Kaske
- 1990: Rauferei – Autor: Luigi Malerba
- 1990: Wer erschoß Bob Teal? – Autor: Dashiell Hammett
- 1991: Schillers Leiche – Autor: Uwe Mengel
- 1991: Feen sind keine Kakteen – Autor: Sebastian Goy
- 1992: Theorie des Aufrisses – Autor: Michael Köhlmeier
- 1992: Mord am laufenden Band – Autorin: Angelika Kaps
- 1993: Heute Morgen – Autor: Andreas Albrecht
- 1993: Sehr selten habe ich geweint – Autorin: Ingrid Hammer
- 1994: Götterdämmerung – Autor: Dirk Josczok
- 1994: Fahrenheit 451 – Autor: Ray Bradbury
- 1995: Zur letzten Instanz – Autor: Peter Mohr
- 1995: Am Mittwoch wird der Rabbi naß – Autor: Harry Kemelman
- 1996: Irland an Försters Küchentisch – Autor: Michael Klaus
- 1996: Bolivien – Autorin: Gabriele Jelle Behnert
- 1997: Drei Mörder – Autor: Jost Nickel
- 1997: Genesis – Autorin: Barbara Frischmuth
- 1998: Agnes – Autor: Peter Stamm
- 1998: Das Wüten der ganzen Welt – Autor: Maarten ’t Hart
- 1999: Geschichten aus der Umlaufbahn – Autoren: Michael W. Esser und Myra Çakan
- 2000: Der gelbe Sonntag – Autor: Hinrich von Haaren
- 2000: Anna und der Flaschengeist – Autorin: Angela Gerrits
- 2002: Born in the R.A.F. – Autor: John von Düffel
- 2002: Erinnerungen an Rüdiger Kremer – Autor: Peter Dahl
- 2004: Ausgelöscht – Autor: Ricardas Gavelis
- 2005: Die Mythomanin – Autor: Ernie Reinhardt
- 2005: So oder so – Hildegard Knef – Autorin: Gilla Cremer
- 2008: GPS Dream Lover – Autorin: Christine Wunnicke
- 2014: Am Sonntag zwischen Krieg und Frieden – Autor und Co-Regie: Gordian Maugg
- 2016: Aus dem Fenster – Autor: Torsten Körner

### Als Dramaturg (Auswahl)
- 1999: Das Dekameron – Autor: Giovanni Boccaccio – Regie: Gottfried von Einem
- 2000: Am Rande der Nacht – Autor: Friedo Lampe – Regie: Christiane Ohaus
- 2001: Variationen über Susanna – Autor: Nicholas Hause – Regie: Gottfried von Einem
- 2001: Lilienthal 1801 oder Die Astronomen – Auto: Arno Schmidt – Regie: Charlotte Drews-Bernstein
- 2001: The Wooden Shoes – Autorin: Malka Aloni – Regie: Gottfried von Einem
- 2002: Die Nacht und der Augenblick – oder: Die Morgenfeiern auf Kythera – Autor: Claude Prosper Jolyot de Crébillon Fils – Regie: Hans Helge Ott
- 2002: Die Kunst, galanz zu konversieren – Autor: Wilhelm Scharffenberg – Regie: Hans Helge Ott
- 2002: Weg in den Dschungel – Autor: Kai Hensel – Regie: Burkhard Schmid
- 2003: Der Kapitän – Autor: Roberto Bazlen – Regie: Burkhard Schmid
- 2003: Spiele zu zweit, letztes Spiel – Autorin: Unica Zürn – Regie: Christiane Ohaus
- 2003: Septembergewitter – Autor: Friedo Lampe – Regie: Christiane Ohaus
- 2003: Neuromancer – Autor: William Gibson – Regie: Alfred Behrens
- 2004: Ich will auch Sänger werden – Autor: Michael Stauffer – Regie: Gottfried von Einem
- 2005: Brabant – Autor: Hans Pleschinski – Regie: Hans Helge Ott
- 2006: Die Minute mit Paul McCartney – Autor: Friedrich Christian Delius – Regie: Christiane Ohaus
- 2007: Glück im 21. Jahrhundert – Autor: Kai Hensel – Regie: Hans Helge Ott
- 2008: Radio-Tatort:  Schrei der Gänse – Autor: John von Düffel – Regie: Christiane Ohaus
- 2009: Bagdad brennt – Autor: Riverbend – Regie: Ulrich Lampen
- 2009: Radio-Tatort: Die Unsichtbare – Autor: John von Düffel – Regie: Christiane Ohaus
- 2010: Die Leiden des jungen Werthers – Autor: Johann Wolfgang von Goethe – Regie: Christiane Ohaus
- 2010: Radio-Tatort: Das fünfte Gebot – Autor: John von Düffel – Regie: Christine Ohaus
- 2011: Radio-Tatort: Wer sich umdreht oder lacht … – Autor: John von Düffel – Regie: Christiane Ohaus
- 2012: Album – Autor: Hans Magnus Enzensberger – Regie: Christiane Ohaus
- 2012: Die Glückliche – Autorin: Roswitha Quadflieg – Regie: Christiane Ohaus
- 2012: Radio-Tatort: Ein klarer Fall – Autor: John von Düffel – Regie: Christine Ohaus
- 2013: Das Geld – Autor: Emile Zola – Regie: Christiane Ohaus
- 2013: Radio-Tatort: Geisterstunde – Autor: John von Düffel – Regie: Christiane Ohaus

### Als Regisseur und Dramaturg
- 1995: So blond, so schön, so tot – Autor: Gert Prokop

## Auszeichnungen
- 1991: Hörspiel des Monats November für Schillers Leiche